# ميثاق إنسيسهايم

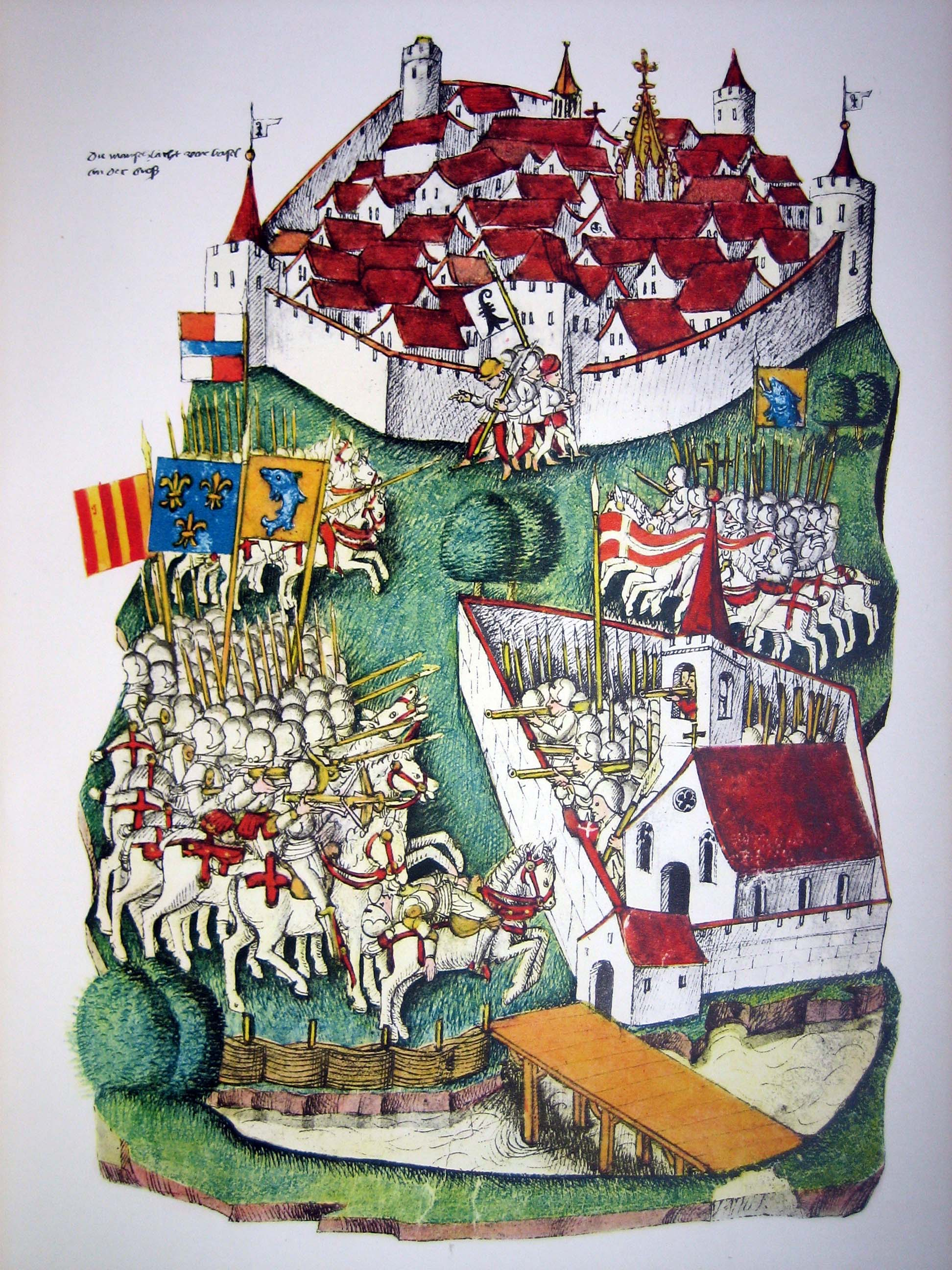

ميثاق إنسيسهايم هو معاهدة سلام موقعة من قبل اتحاد الكانتونات الثمانية وفرنسا بعد معركة القديس يعقوب أن دير بيرز وتم التوقيع عليها في 28 أكتوبر عام 1444 في إنسيسهايم بالقرب من بازل.

## سياق المعركة
حدثت معركة بيرز في 26 أغسطس عام 1444 بين الدباغين الفرنسيين والسويسريين.  وكانت هذه المعركة عبارة عن امتداد لحرب زيورخ القديمة وهي حرب أهلية بين زيورخ و 7 كانتونات سويسرية أخرى: آوري و شافيز ونيدفالدين و أوبوالدن وجلاروس و زوج و برن.
تلا هذا التوتر طلب إمبراطور الإمبراطورية الرومانية المقدسة فريدريك الثالث من شارل السابع ملك فرنسا الدفاع عن زيورخ بدلاً عنه.  فرنسا بعد أن أبرمت هدنة مع إنجلترا في حرب المائة عام، كان لديها العديد من الجنود العاطلين عن العمل الذين تم إرسالهم إلى سويسرا.  وقد قام تشارلز السابع أيضا بإرسال ابنه لويس دوفين وقد كان هدفهم هو ضمان السيادة على بلدتي الألزاس وسويسرا.  تمت هزيمة السويسريين وهم 1300 رجل فقط مقابل 15000 دباغ فرنسي في بداية المعركة.  ومع ذلك وبفضل شجاعتهم واستعدادهم لحماية بلدهم فازوا باحترام دوفين.

## المعاهدة
قرر دوفين فرنسا إنشاء تحالف من أجل السلام ووقف أي عداء وإبرام معاهدة بين فرنسا والكونفدراليين.  تحتوي هذه المعاهدة على أربع نقاط رئيسية تضمن السلام المذكور:
- أمن السويسريين على الأراضي الفرنسية.
- حرية المرور لأعضاء المجلس وتجار الطرفين.
- الالتزام بإنهاء العداء.
- وعد بالمساعدة في إنشاء السلام بين كلا من النمسا وزيوريخ والكونفدراليين.

ولم يغادر المرتزقة الفرنسيون البلاد حتى ربيع 1445.

## النتائج
أخيرًا احتفظ السويسريون بسان جاك والتي تعتبر مكانتها الرمزًية أكثر أهمية من السياسية.  علاوة على ذلك أسست هذه المعاهدة ميثاق اينسيدن والتي كانت نهاية لتوترات بين زيورخ والكونفدراليين. عملت هذه المعركة أيضًا على تحسين سمعة سويسرا في أوروبا، بسبب تحديها للعدو فرنسا حتى بأقل من عشرة أضعاف من الرجال.